# Knoutsodonta tridactila
Knoutsodonta tridactila is een slakkensoort uit de familie van de Onchidorididae. De wetenschappelijke naam van de soort werd voor het eerst geldig gepubliceerd in 1982 door Ortea en Ballesteros als Onchidoris tridactila.